# Patchouli
Patchouli, patchouly, patchuli, pachouli, pachuli, patechuli, patexulí ou ainda oriza no Brasil, é um conjunto de espécies de plantas do género Pogostemon e também o óleo essencial obtido de suas folhas. Geralmente, refere-se às espécies Pogostemon cablin, muito cultivada na Indonésia, Pogostemon heyneanus ou Pogostemon patchouly, esta última designada patchuli de Java. As outras plantas do mesmo género botânico não são adequadas à produção do óleo.
O aroma do patchuli é forte e, mesmo considerado agressivo por algumas pessoas, tem sido utilizado durante séculos em perfumaria. O seu aroma é considerado relaxante por diversas pessoas.
São atribuídas várias propriedades benéficas tanto à planta quanto ao seu óleo essencial, principalmente por parte dos adeptos de medicina alternativa e ervanários.

## Etimologia
O patchouli é nativo nas Índias Orientais e Ocidentais. O nome provém da língua tamil patchai (verde) e ellai (folha).

## Óleo essencial
O seu óleo essencial é produzido por destilação das folhas secas da planta, conseguindo-se, por este processo, quantidades apreciáveis de óleo.
O óleo de patchuli passou por um surto excepcional de popularidade durante a década de 60 e de 70, principalmente entre os devotos do amor livre e estilos de vida hippie. É também utilizado como condicionador de cabelo para rastas. O movimento Hare Krishna foi responsável, em grande parte, por este movimento. Acredita-se que o deus Krishna "habita" no patchuli.
Apesar da associação comum com estilos de vida alternativos, o patchuli tem uma vasta utilização na indústria moderna. Faz parte de cerca de um terço dos perfumes produzidos atualmente, sendo mais de metade no caso dos perfumes para homem. É também um importante componente do incenso produzido na Ásia Oriental, e utilizado como aroma para toalhetes de papel, detergentes de lavar a roupa e ambientadores para casa e automóveis.

## Composição e uso
A planta é uma erva arbustiva que chega a atingir cerca de 60 cm de altura. Ainda que prefira habitats quentes, evita a exposição direta à luz do sol e murcha facilmente se não receber a quantidade certa de água por dia. As sementes são muito frágeis e são facilmente destrutíveis. Pode-se propagar, contudo, por estaca (ramos cortados ganham raiz em solo úmido ou em água).
É muito popular na região norte do Brasil; além de comercializada na maior feira da América Latina,
 na banca de cheiro das erveiras do Mercado do Ver-o-peso (na cidade de Belém do Pará), é o principal ingrediente do Banho de Cheiro encantado, usado na comemoração da festa junina e do reveion no estado do Pará. Prática ritualística que ocorre desde o século XIX, ao qual se atribui o poder de atrair a felicidade, reatar amores e, abrir as portas da prosperidade ao bebedor.
Também presente no Cheiro de Papel, produzido com a infusão de essências vegetais, comercializado no cesto de palha da Vendedora de cheiro, usados para aromatizar roupas guardadas em gavetas e armários. Uma combinação de raízes e paus aromáticos ralados; os ingredientes mais conhecidos são: arruda, cipó-catinga, japana, cumaru, alecrim, baunilha, manjerona, açucena, casca preciosa, louro amarelo, jasmim, alfazema, priprioca e, patexuli.

## Patchuli de Java (oriza)
O patchuli de Java (Pogostemon heyneanus) é uma planta abundante principalmente em Sumatra e em Java, mas também no norte e nordeste do Brasil, onde é cultivada principalmente no Maranhão e Pará e é chamada de oriza. A planta espessa chega a altura de 90 cm, tendo haste forte e folhas macias. Possui um ótimo óleo derivado das folhas colhidas na estação molhada. Está melhor adaptada a terrenos situados entre 900 e 1 800 m de altitude, embora seja cultivada sobretudo em selvas tropicais baixas. A colheita, feita à mão, decorre duas a três vezes ao ano.
No Brasil é tradicionalmente é utilizada em macerações, na lavagem de roupas e ainda em tisanas.

### Processo de industrialização
Empacotada e posta a secar parcialmente na máscara e no fermento por alguns dias antes que o óleo esteja extraído através da destilação de vapor. O óleo do patchouli está se tornando agora disponível como um extrato do Co2 em quantidades pequenas. O processo de fermentação amacia as divisões celulares da planta, facilitando a extração do óleo.